# Мартін Вінтеркорн
Мартін Вінтеркорн (нім. Martin Winterkorn, нар. 24 травня 1947, Леонберг) — колишній німецький менеджер. Був генеральним директором Volkswagen AG з 1 січня 2007 року по 23 вересня 2015 року та генеральним директором Porsche Automobil Holding SE з 25 листопада 2009 року по 31 жовтня 2015 року. Також був головою наглядової ради Audi AG з 1 січня 2007 року по 11 листопада 2015 року. Після скандалу з аферою концерну Volkswagen з маніпуляцією вихлопів у VW Вінтеркорн та чотири інших колишніх співробітників Volkswagen перебувають під судом з лютого 2021 року за підозрою в серйозному комерційному та груповому шахрайстві.